# MPD Psycho (miniserie televisiva)
MPD Psycho (多重人格探偵サイコ MPD PSYCHO?, Tajuu jinkaku tantei saiko - Amamiya Kazuhiko no kikan) è una miniserie televisiva del 2000, diretta da Takashi Miike, tratta dall'omonimo manga scritto da Eiji Ootsuka e disegnato da Shōu Tajima nel 1997.
È stata trasmessa dall'emittente televisiva satellitare WOWOW, quindi presentata nel 2003 al Courmayeur Film Festival. In Italia è stata trasmessa dal canale satellitare Zone Fantasy ed è stata distribuita - censurata da apposite toppe di pixel - in DVD dalla Dolmen.
La miniserie è stata realizzata interamente in digitale.

## Trama
Yôsuke Kobayashi è un giovane poliziotto, che vede morire la sua fidanzata Chizuko Honda, uccisa e sventrata da un folle omicida. Kobayashi soffre di personalità multiple: in lui coabitano infatti Kazuhiko Amamiya, un detective della squadra omicidi, e un folle omicida che risponde al nome di Shinji Nishizono.
In seguito allo shock provocato dalla morte della fidanzata, in Kobayashi emergono le altre personalità. Divenuto Amamiya, l'uomo si occupa di alcuni orrendi delitti, ai quali sembra essere legato Lucy Monostone, una rock star ex terrorista, che si erge a profeta di un nuovo culto, i cui adepti sono possessori di un codice a barre posto negli occhi.

### Episodio 1: Memorie criminali e fiori fluttuanti
Nella prima puntata della miniserie, Amamiya uccide Nishizono, che anni prima aveva ucciso la sua fidanzata Chizuko Honda, squarciandole il ventre e sostituendo il suo bambino con un telefono. Dopo aver ucciso Nishizono, Amamiya torna ad essere Kobayashi e vive una nuova vita, lavorando in un negozio di fiori insieme alla nuova fidanzata Chizuko Kobayashi.
Tooru Sasayama, il superiore di Amamiya, entra nel negozio e comunica a Kobayashi che in città si aggira un assassino seriale che rapisce alcune ragazze, le droga e dopo aver scoperchiato loro il cervello vi inserisce alcune piante. Kobayashi torna così a essere Amamiya, rientra nella polizia e parte alla ricerca del folle omicida.
In poco tempo scopre la vera identità dell'assassino ma per far comprendere al meglio le meccaniche dell'omicidio è costretto a rivelare al suo vecchio collega la vera natura di Nishizono e il suo collegamento con il codice a barre tatuato sotto l'occhio destro delle vittime e dei carnefici; Nishizono in realtà è una "Personalità Multipla Vagante" che prende possesso delle persone con il codice a barre, attraverso un segnale musicale inviato tramite cellulare, per risvegliare in loro l'istinto omicida assopito.
L'assassino si rivelerà essere l'architetto di New Town e la posizione dei vari vasi umani ricopre l'esatta ubicazione delle bombe piantate anni prima dal terrorista Lucy Monostone, sfortunatamente la polizia raggiunge il criminale troppo tardi trovandolo morto. Prima di morire, l'architetto aveva iniziato una nuova opera su una ragazza molto attraente che si era donata volontariamente all'operazione, questa si rivelerà essere un'altra Personalità Vagante e con l'aiuto di Nishizono, ora dentro il corpo di una studentessa, tornerà a vagare nella rete.

### Episodio 2: Come costruire il mondo
Nishizono inizia una nuova serie di omicidi spostandosi da un corpo all'altro, i nuovi assassini agiscono emulando gli omicidi avvenuti 27 anni prima, uccidendo donne incinte e sostituendo i feti con dispositivi elettronici. Intanto anche la seconda personalità vagante continua a spostarsi da un corpo all'altro.
L'assassino stavolta sembra essere particolarmente competente nelle pratiche chirurgiche, cosa che allerta particolarmente le autorità e lo stesso Kobayashi, che teme ora più che mai per la vita della sua fidanzata rapita da Nishizono.
Questa volta l'assassino si rivelerà essere una maestra delle elementari, comandata dalla personalità di Nishizono fa partorire tramite cesareo ragazze portatrici di codice a barre con lo scopo di prendere con sé i nascituri e crescerli come i nuovi "prescelti di Lucy Monostone".
Fra le varie donne prese di mira vi è anche una giovane ragazza che però non possiede il codice a barre, Nishizono - contrario a quest'iniziativa della maestra - l'aiuterà a recuperare il piccolo e a scappare.
Anche questa volta la polizia arriva in ritardo trovando la giovane maestra morta sul pavimento e privata della personalità di Nishizono che ora vaga dentro il corpo di un giovane ragazzo di periferia.
Nel finale la ragazza scappata verrà raggiunta da una misteriosa donna menomata di due dita e portatrice di codice a barre che la ucciderà e porterà via con sé il bambino; prima di morire la ragazza libera la personalità vagante nella rete.

### Episodio 3: La vita è una doppia spirale
I licei del Giappone vengono sconvolti da ripetute sparatorie e uccisioni, fra i colpevoli compaiono nuovi portatori di codice a barre, questa volta di colore rosso, una di loro era sotto il controllo dalla personalità vagante.
Per via del numero fin troppo elevato di portatori, Kobayashi e colleghi cominciano a sospettare di un contagio.
Intanto una psicologa scolastica tiene sotto controllo mentale un intero liceo Giapponese dimostrando così incredibili capacità telecinetiche ma anche una grandissima instabilità mentale causata da un'insolita ipocondria. Kobayashi deciderà di indagare infiltrandosi nell'istituto come supplente, ma la sua copertura viene messa in serio pericolo dagli stessi studenti che si dimostreranno essere ben più colti di lui.
La psicologa si rivelerà parte di un grande progetto nazionale chiamato P-Net (gestione e controllo risorse umane per il Giappone), un complesso sistema di rete mentale gestito tramite un chip organico sviluppato nel corpo come mutazione del DNA. Sfortunatamente alcuni di questi sono mutati diversamente dal normale creando una diversa rete di comunicazione impenetrabile da personalità vaganti come quella di Nishizono, così dopo aver ucciso la dottoressa si troverà braccato da questa nuova serie di mutanti che hanno come obiettivo di ucciderlo.
Kobayashi finirà per proteggere Nishizono da morte certa permettendogli anche di scappare, prima di scomparire nel nulla consiglia al suo nemico giurato di "Non fidarsi di Machi Isono", ovvero la sua collega investigatrice.

### Episodio 4: Una formica schiacciata
Hisashi Shimazu è un folle ragazzo di strada controllato da Nishizono, ma la sua mente già malata di partenza lo porta a mutilare le persone, scrivere dei numeri su alcuni pezzi del corpo tagliuzzati e organizzare una lotteria dove il vincitore potrà portarsi a letto delle giovani ragazze minorenni, ma il capo della sua banda non è molto felice della cosa.
Intanto sulla rete compaiono messaggi di una certa "Lolita C°" che si rivelerà essere la personalità vagante intenta a scassinare un misterioso armadietto.
Nishizono decide che è l'ora di restituire la ragazza rapita ad inizio serie a Kobayashi, così la rispedisce indietro terribilmente mutilata ma viva. Durante lo scontro con l'assassino, Nishizono ricorderà ad Amamiya di quando da piccoli lui gli ha permesso di vivere dentro di sé per sopravvivere ad un incidente, rivelando così parte della loro relazione. Intanto Isono spiega al collega detective di come Kobayashi sia stato in qualche modo "modificato" così da essere immune all'influenza di Nishizono.
Al termine dell'episodio, Shimazu (privato di Nishizono) incontra "Lolita C°" che lo lascerà morire ai suoi piedi per poi suicidarsi a sua volta, così da trasferire la sua personalità nel cane robot giocattolo della ragazza posseduta. Subito dopo scopriremo che dentro Machi Isono vi è Lucy Monostone.

### Episodio 5: L'incoronazione del re maledetto
La città è sconvolta da una serie di morti, dovute ad autocombustione. Amamiya e i suoi colleghi decidono di rinchiudere Nishizono in un ospedale, ma questi viene improvvisamente aiutato da Machi Isono, collega di Amamiya. L'uomo ricorda alcuni fatti legati alla sua infanzia, mentre una nuova personalità si manifesta: si tratta di Lolita C.

### Episodio 6: L'anima ascendente e i legami umani
Sasayama trova l'amante impiccata e il figlio di questa ucciso a coltellate. Inoltre riceve la notizia della morte di sua moglie e dell'esecuzione della sorella, condannata a morte. Tornato in ufficio, Sasayama scopre che il suo reparto è stato cancellato, e tutti i dipendenti sostituiti, tranne il suo aiutante, un otaku appassionato di modellismo. Sasayama capisce che è in atto un complotto, derivato dalla scoperta che Machi Isono fa' parte del P-Net Plan.
L'uomo però non si scoraggia, e continua a indagare, con l'aiuto di Amamiya. I due scoprono che con la fine dell'Era Showa tutti i delitti cesseranno. Amamiya torna a essere Nishizono e parte alla caccia di Machi Isono. Una volta scoperta la donna, la uccide e prende con sé un bambino.

## Differenze con il manga
La miniserie parte dalla trama originale del manga, ma se ne discosta subito, preferendo una narrazione autoconcludente, poiché all'epoca il manga era ancora in pubblicazione. Ne deriva che il triplice ruolo di Kobayashi/Amamiya/Nishizono è interpretato dal medesimo attore Naoki Osaka, e che la trama, a differenza del manga, segua principalmente la sua storia.
Il manga viene citato in una sequenza del primo episodio, in cui Sasayama legge l'opera di Ootsuka, lamentandosi della continua violenza presente nei manga e quindi gettandolo in un cestino per rifiuti.

## Estetica e stile
Takashi Miike ha inserito nella miniserie soluzioni registiche insolite per un prodotto televisivo: inserti di anime, una pioggia elettronica verde creata digitalmente, scenografie surreali e claustrofobiche.

## Collegamenti ad altre pellicole
- La miniserie è stata considerata da più parti la risposta giapponese a I segreti di Twin Peaks, X-Files e CSI: Scena del crimine, per il susseguirsi di vicende misteriose, surreali e stranianti.[2]
- Gli orribili omicidi perpetrati ai danni di donne sventrate e private dei feti, presenti nell'episodio Come costruire il mondo, anticipano i medesimi delitti presenti in Sulle tracce del terrore, film TV diretto da Miike nel 2006.[2]
- L'episodio La vita è una doppia spirale presenta riferimenti a Battle Royale e Elephant. Inoltre l'interminabile sparatoria iniziale anticipa i continui massacri presenti in Izo, diretto da Miike nel 2004.[2]
- L'episodio Una formica schiacciata presenta riferimenti a Seven e a Il silenzio degli innocenti.[2]